# Burg Brosse

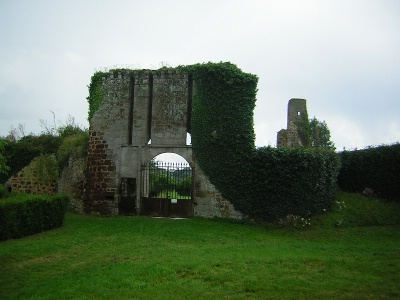
Burgruine Brosse

Die Burg Brosse (französisch Château de Brosse) ist eine Burgruine auf dem Gebiet der Gemeinde Chaillac im Département Indre gelegen, südöstlich des eigentlichen Ortes.
Der Legende nach wurden die ersten Steine im 10. Jahrhundert von Gérald, Vizegraf von Limoges, gelegt. Die Burg hatte wechselnde Besitzer, darunter die „Grande Mademoiselle“.
Seine Funktion als militärische Festung hat es längst verloren. Heute ist die Burg Brosse ein Ort für Touristen.
Seit 1935 steht die Burgruine unter Denkmalschutz.